# Praephippigera pachygaster
Praephippigera pachygaster is een rechtvleugelig insect uit de familie van de sabelsprinkhanen (Tettigoniidae). De wetenschappelijke naam van deze soort is voor het eerst voorgesteld als Ephippigera pachygaster door Pierre Hippolyte Lucas in een publicatie uit 1849.
Deze soort komt voor in Algerije en Tunesië.